# 光明节陀螺

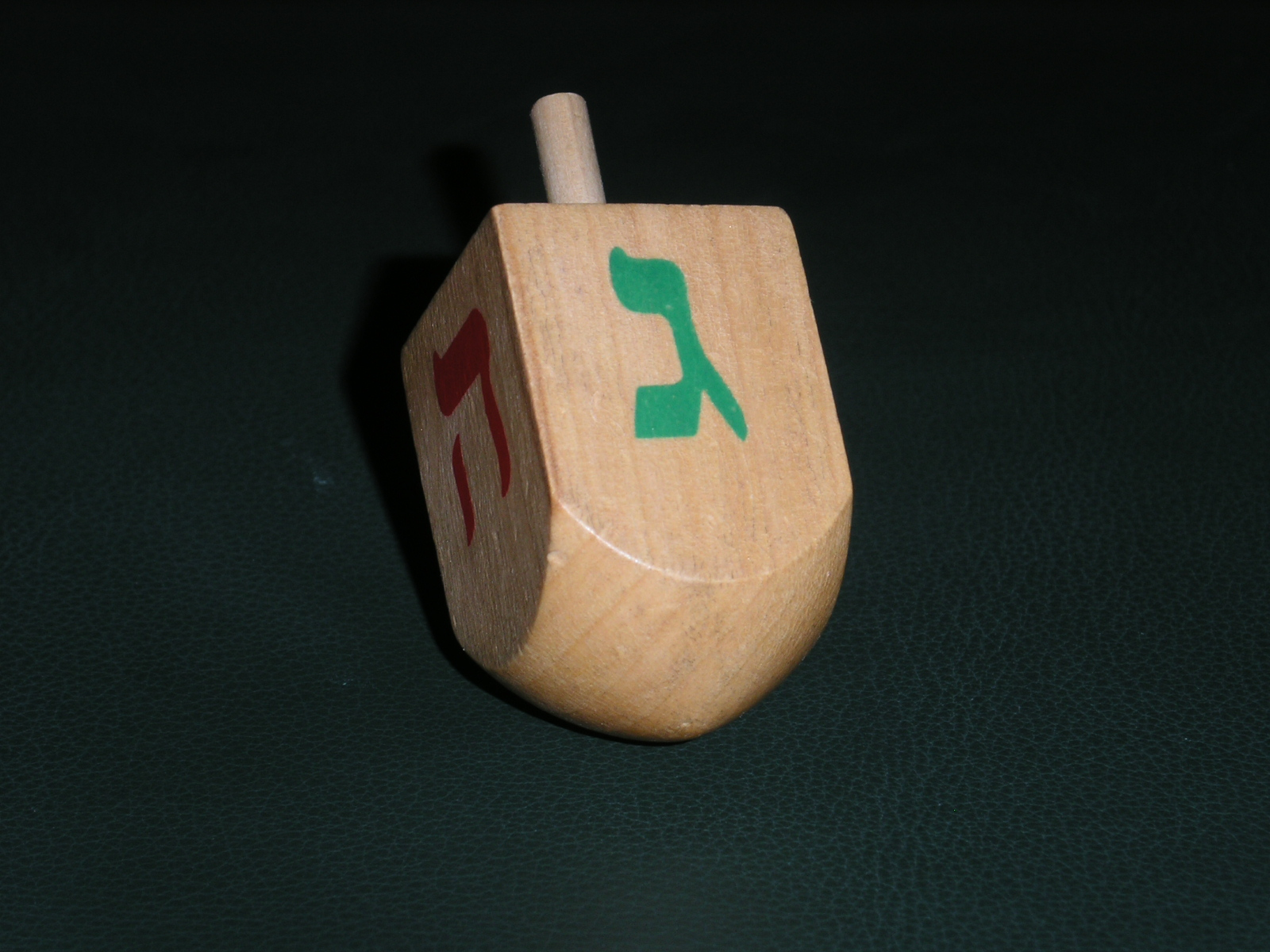
简单的木制光明节陀螺

光明节陀螺（拉丁化：dreydl，拉丁化：Sevivon），四面陀螺的一种，是犹太节日光明节的传统玩具，通常用于赌博游戏。陀螺的四面分别书上一个希伯来字母：（Nun）、（Gimel）、（Hei）和（Shin），合起来可拼成（一个伟大的奇迹在那里发生）的缩写。这四个字母也可以组成一个光明节陀螺赌博游戏的规则的缩写：Nun代表意第绪语单词“nit”（没有）；Hei代表“halb”（一半）；Gimel代表“gants”（所有）；Shin则代表“shteln”（放置）。在以色列，大部分陀螺书上字母而不是，得出（一个伟大的奇迹在这里发生），以指出该“伟大的奇迹”在以色列发生。
一些犹太评论者认为光明节陀螺的记号有象征的意义，例如有人把四个字母与四个曾占据以色列人聚居地的国家－巴比伦尼亚、波斯、希腊和罗马的国名的首个字母联系起来。